# Río Nanay
El río Nanay es un río del Perú, un afluente del río Amazonas que recorre el territorio amazónico del departamento de Loreto. Tiene una longitud de 315 km.
El río Nanay está localizado en la  ribera izquierda del Amazonas, entre el río Tigre y el río Napo. El Nanay es uno de los tres ríos que rodean la ciudad selvática de Iquitos, convirtiéndola en una isla. Otros asentamientos cercanos en el río son los pueblos de Santo Tomás, Padre Cocha y Santa Clara. 
En los períodos en que el río está bajo, las numerosas playas que hay a lo largo del río Nanay son destinos muy populares. El río Nanay pertenece enteramente a las tierras bajas, y es muy tortuoso, con un curso lento y se divide en muchos caños —una especie de canal natural, que permite la descarga lateral de los excedentes de agua del río— y cadenas de lagunas que inundan la llanura, en las zonas bajas en cualquiera de ambas riberas. 
Su principal afluente, que recibe cerca de Santa María de Nanay, es el Río Pintuyacu, que a su vez tiene como afluente al río Chambira.
El Río Momón desemboca en el río Nanay 

## Historia
El capitán Butt ascendió el río Nanay 315 kilómetros, muy cerca de sus fuentes.